# Neliubivka, Dîkanka
Neliubivka (în ucraineană Нелюбівка) este localitatea de reședință a comunei Neliubivka din raionul Dîkanka, regiunea Poltava, Ucraina.

## Demografie
Componența lingvistică a localității Neliubivka
     Ucraineană (95,56%)
     Rusă (4,13%)
     Alte limbi (0,32%)
Conform recensământului din 2001, majoritatea populației localității Neliubivka era vorbitoare de ucraineană (95,56%), existând în minoritate și vorbitori de rusă (4,13%).